# شينك ميزوشيما
شينك ميزوشيما (باليابانية: 水島 伸吾) (27 مايو 1978 في كاناغاوا في اليابان – )؛ هو لاعب كرة قدم سابق كان يلعب كمهاجم.